# Fiddlers Three (peça de teatro)
Fiddlers Three (em português três Violinistas) é uma peça que foi dirigida por Allan Davis, e escrita por Agatha Christie em 1972. Inicialmente a peça foi escrita e executada com o título Fiddlers Five, e foi apresentada assim brevemente em 1971, após a abertura em Bristol. A versão revista excursionou nas províncias durante várias semanas após sua estreia no Teatro Yvonne Arnaud em 1 de agosto de 1972, mas não conseguiu fazer sucesso.
Agatha Christie foi persuadida a fazer a peça contra a vontade de sua filha, Rosalind Hicks, que queria proteger a reputação de sua mãe e sentiu que essa produção poderia prejudicá-la. A versão revista da peça incorporou várias sugestões de seu diretor, Allan Davis, que tinha visto a versão anterior 1971. 
A peça nunca foi transferida para o West End e permanece inédita.

## Sinopse
Tentando colocar as mãos em uma grande herança, um grupo de jovens escondem o corpo de um magnata morto. Mas o que começa como uma brincadeira logo se torna muito grave quando eles descobrem que o corpo é de fato uma vítima de assassinato.

## Elenco
- Doris Hare
- Raymond Francis
- Arthur Howard
- Mark Wing-Davey
- Gábor Baraker
- Julia Vidler